# Raising for Effective Giving
Raising for Effective Giving (REG, por sus siglas en inglés) es una organización benéfica sin ánimo de lucro. Sus miembros son, en su mayoría, jugadores profesionales de póquer e inversores financieros que se comprometen a donar un porcentaje de sus ingresos a determinadas organizaciones benéficas.

## Filosofía
REG se fundó partiendo de la idea de que, para reducir el sufrimiento en el mundo en desarrollo, los habitantes del mundo desarrollado deberían hacer donaciones a organizaciones benéficas especialmente eficaces. REG dona y recomienda organizaciones benéficas seleccionadas en función de su rentabilidad. Un criterio en las evaluaciones de rentabilidad es cuánto dinero necesita la organización benéfica para salvar una vida.
La campaña de REG se centra en los jugadores profesionales de póquer, porque cree que tienen grandes conocimientos cuantitativos, lo que les hace más adecuados para los mensajes de REG sobre rentabilidad. Además, el póquer es una gran industria con sustanciosos premios monetarios.

## Actividades
Hay 87 miembros de REG, cada uno de los cuales se ha comprometido a donar al menos el 2% de sus ingresos. Entre los receptores se encuentran The Against Malaria Foundation, The Machine Intelligence Research Institute (MIRI), The Center for Applied Rationality (CFAR), GiveDirectly, GiveWell, Schistosomiasis Control Initiative, The Humane League, Mercy For Animals, The Great Ape Project y The Nonhuman Rights Project.
Los miembros de REG llevan parches con el nombre de la organización en los torneos de póquer, para anunciar su compromiso de donar sus ganancias. Dos miembros de REG, Martin Jacobson y Jorryt van Hoof, formaron parte de los November Nine que jugaron en la mesa final del Evento Principal de las Series Mundiales de Póquer de 2014. Jacobson quedó en primer lugar, lo que le valió el título de campeón mundial de póquer y ganar 10.000.000 $, de los cuales 250.000 $ fueron donados posteriormente a través de REG.

## Cobertura y recepción internacional
Bluff Europe, PokerNews, y otros medios de comunicación de la comunidad internacional de póquer cubren el evento.